# Cornélius Népos
Pour les articles homonymes, voir Nepos.

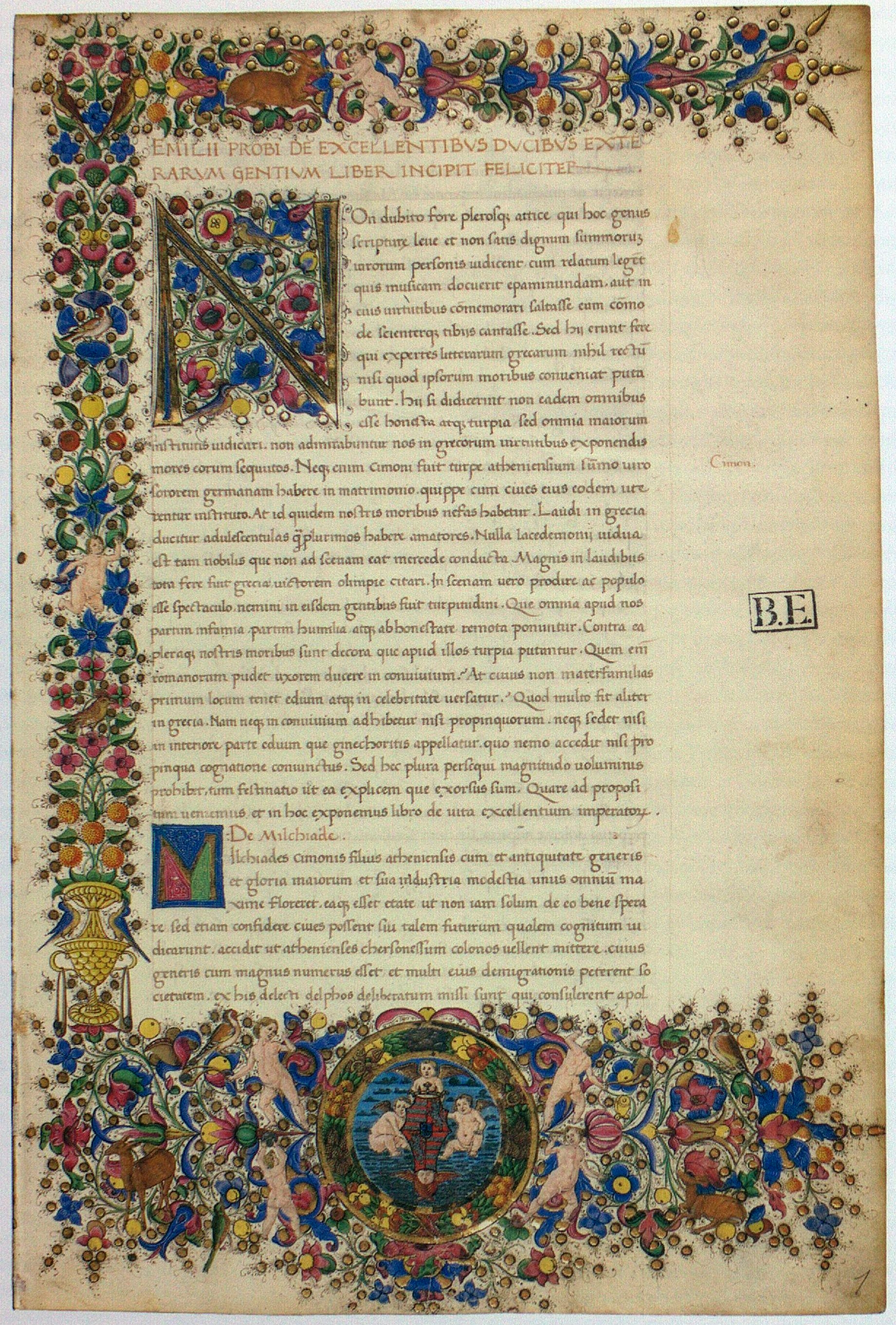
Première page du manuscrit enluminé (vers 1460) des Vies des grands capitaines de la bibl. univ. de Modène.

Cornélius Népos (né vers -100, mort vers -25) est un écrivain latin. 
Il entretient des relations amicales avec Atticus, une correspondance avec Cicéron et des rapports étroits avec Catulle. 

## Biographie
Cornélius Népos, dont nous ne connaissons pas le prénom, est né au pays des Insubres à Mantoue ou à Ticinum (Pavie), vraisemblablement vers l'an 100 av. J.-C. Un passage de Pline l'Ancien nous apprend qu’il était né sur les bords du Pô : ce qui explique pourquoi Catulle lui donne le surnom d’Italicus, et Ausone celui de « Gaulois », puisque le pays qu’arrose le Pô, renferme dans l’Italie, formait la Gaule Cisalpine. Lié avec Atticus, Cicéron et Catulle, il leur survécut à tous trois, de sorte que l'on situe la date de sa mort entre l'année -29 et l'année -25.
On sait par les lettres de Cicéron que Cornelius Népos n’aimait pas les écrits moraux, leur préférant la description de la nature et l’étude de l’histoire. Aucun des ouvrages qu’il avait composés dans ce genre n’est parvenu en entier jusqu’à nous.
Les « Vies des grands capitaines de l’antiquité » qui subsistent aujourd'hui, et qui ont connu de multiples éditions, lui ont été attribuées jusqu'au XVIIIe siècle ; mais l'analyse de ce court recueil montre qu'il ne serait qu'un abrégé (attribué à Æmilius Probus), de l’ouvrage original de Cornelius Népos. Les premiers éditeurs se sont conformés aux manuscrits, et c’est sous le nom d’Æmilius Probus qu’André d’Asola (beau-père d’Alde Manuce), Longueil et Lambin, ont publié ces vies.

## Œuvre
Cornélius Népos fut polygraphe. S'il écrivit d'abord des poésies légères, il rédigea ensuite :
- Trois livres de « chroniques » (Chronica), compilation, semble-t-il, des grands événements de l'histoire universelle datés.
- Au moins cinq livres d'« exemples » (Exempla), sorte d'histoire de mœurs, où Népos oppose à l'ancienne Rome la Rome de son époque.
- Au moins seize livres d'une « histoire des grands hommes » (De viris illustribus), dédiés à Atticus, qui selon diverses sources anciennes, se décomposeraient ainsi :
  - I. « Des rois des pays étrangers »
  - II. « Des rois des Romains »
  - III. « Des capitaines remarquables des pays étrangers »
  - IV. « Des capitaines remarquables des Romains »
  - V. « Des jurisconsultes grecs »
  - VI. « Des jurisconsultes latins »
  - VII. « Des orateurs grecs »
  - VIII. « Des orateurs latins »
  - IX « Des poètes grecs »
  - X. « Des poètes latins »
  - XI. « Des philosophes grecs »
  - XII. « Des philosophes latins »
  - XIII. « Des historiens grecs »
  - XIV. « Des historiens latins »
  - XV. « Des grammairiens grecs »
  - XVI. « Des grammairiens latins ».
- Deux biographies : celle de Caton l'Ancien et celle de Cicéron.
- Un ouvrage de géographie.

De toute son œuvre, seul nous reste le livre III du De viris illustribus : la biographie d'Atticus, celle de Caton et quelques passages de ses autres œuvres.
Selon lui, ses sources auraient été, notamment : 
- l'Histoire de la Guerre du Péloponnèse de Thucydide,
- les Helléniques et les Philippiques de Théopompe,
- l'Histoire des Perses de Dinon,
- l'Histoire de Sicile de Timée de Tauroménion,
- l'Histoire universelle de Polybe,
- l'Histoire d'Hannibal par Sosylos et d'autres Histoires d'Hannibal par Silenos ou par Sulpicius Blitho, ainsi que Le Livre annal d'Atticus.

C'est un écrivain vulgarisateur, bref et clair, spécialiste de la biographie anecdotique, mais peu scrupuleux de la vérité historique et de la chronologie. Il compose, à l’image de Suétone et de Plutarque, non un récit historique, mais des biographies moralisantes (laudationes) où l’auteur loue la vertu de ses héros. Son style peut être qualifié de plat et prétentieux. 
Dans ses biographies, Cornelius Nepos insiste surtout sur le rôle de la Fortune et sur les vertus des hommes dont il retrace l'existence : il évite de mettre en lumière leurs défauts et leurs échecs ; au lecteur de se poser des questions pour corriger ce que l'éloge a d'excessif, ou de peu vraisemblable, au sujet, par exemple, de la personnalité d'Hannibal, des vertus de Caton, ou bien de la manière dont Atticus sut naviguer entre les factions romaines pour préserver cet otium cum dignitate qui avait été son choix. 

## Éditions
Les éditions les plus estimées selon une source du XIXe siècle le dictionnaire Bouillet sont :
- l'édition princeps, Venise, 1471 ;
- l'édition de Johannes Andreas Bosius, 1806 ;
- l'édition de Karl Ludwig Roth, 1841 ;
- l'édition de Alfred Monginot, 1868.
- plusieurs traductions françaises, notamment, au XIXe siècle, dans les collections Panckoucke et Nisard.
- Cornelius Nepos, Vies des grands capitaines, Paris, coll. « Collection des Auteurs latins (Nisard) », 1850 (lire en ligne)
- Cornélius Népos, Œuvres, texte établi et traduit par Anne-Marie Guillemin, Paris, Les Belles Lettres, Collection des Universités de France, 2e édition, 1961.